# L'Empreinte de l'ange
L'Empreinte de l'ange é um filme francês de 2008 dirigido por Safy Nebbou e estrelado por Catherine Frot e Sandrine Bonnaire. 

## Sinopse
Em um hospital, Elsa Valentin dá à luz uma filha, mas o bebê morre em um incêndio. Sete anos depois, ela está se divorciando do marido e eles brigam para ver quem fica com a custódia de seu filho Thomas, de 12 anos.
Quando Elsa busca seu filho em uma festa, ela vê a menina Lola, de 7 anos, que ela pensa ser sua filha, Lucie. Primeiro Elsa guarda isso para si mesma, mas ela aproveita todas as oportunidades para ver Lola e manter contato com ela. Elsa começa por se aproximar de Claire, a mãe, fingindo interesse em comprar a casa de Claire, que está à venda, para que ela possa inspecionar a casa e, assim, ver Lola. Mais tarde, ela encontra Claire e Lola quando elas vão patinar no gelo, onde Elsa e Lola patinam juntas e acabam caindo. No recital de balé de Lola, Elsa fica ao lado do palco atrás das cortinas para vê-la se apresentar; Lola não se importa, pois ela sente que Elsa a apóia mais do que Claire. Claire confronta Elsa com seu comportamento de perseguição.
Elsa revela a Claire que acredita que Lola é sua filha, embora Claire refute. Quando Claire recusa o pedido de Elsa para um teste de DNA, Elsa foge para dentro de casa para obter uma mecha do cabelo de Lola. Ela é pega por Claire e perde o cabelo. Quando Claire conta ao marido, Bernard, sobre o incidente, ele sugere que façam o teste de DNA, pois isso provará a Elsa que Lola não é sua filha. Claire é forçada a revelar a verdade para Elsa e Bernard: sete anos atrás, sua própria filha morreu em um incêndio por inalação de fumaça. No hospital, ela ouviu outro bebê chorando e viu Elsa deitada no chão. Acreditando que Elsa estava morta, ela pegou o bebê e fingiu que era Lola enquanto seu próprio filho morto foi deixado no lugar como o bebê de Elsa.
Claire e Bernard concordam que Lola deve ser devolvida a Elsa. Reunidas, Elsa e Lola vão dar um passeio juntas; embora surpresa com a decisão, a garota não parece se importar.

## Elenco
- Catherine Frot: Elsa Valentin
- Sandrine Bonnaire: Claire Vigneaux
- Wladimir Yordanoff: Bernard Vigneaux
- Antoine Chappey: Antoine
- Michel Aumont: Alain Valentin
- Michèle Moretti: Colette
- Sophie Quinton: Laurence
- Geneviève Rey-Penchenat: Sra. Corlet
- Héloïse Cunin: Lola
- Arthur Vaughan-Whitehead: Thomas
- Zacharie Chasseriaud: Jérémy
- Pascal Elso: homem do bar
- Mehdi Nebbou: policial

## Resposta crítica
O site de agregação de comentários Rotten Tomatoes relatou uma taxa de aprovação de 86%, com base em 21 comentários, com uma classificação média de 6.2/10.

## Premiações
| Prêmio / Festival de cinema               | Categoria               | Destinatários e nomeados          | Resultado |
| ----------------------------------------- | ----------------------- | --------------------------------- | --------- |
| Festival Internacional de Cinema do Cairo | Melhor Roteiro          | Safy Nebbou e Cyril Gomez-Mathieu | Venceu    |
| Festival Internacional de Cinema do Cairo | Melhor Segundo Trabalho | Safy Nebbou                       | Venceu    |
| Prêmio Globos de Cristal                  | Melhor Atriz            | Catherine Frot                    | Indicado  |
| Prêmio Lumière                            | Melhor Atriz            | Catherine Frot                    | Indicado  |

## Remake
Houve uma regravação feita em 2019 com o título Angel of Mine.